# Compex
Compex Systems — производитель сетевого оборудования.

## История
Компания Compex Systems была основана в 1987 году четырьмя инженерами как составная часть холдинга Powermatic Datasystem. Powermatic Data Systems Ltd. является публичной компанией — её акции размещены на сингапурской фондовой бирже.

## Собственники и руководство
Основные владельцы компании: DR. Chen Mun

## Деятельность
Территориально бизнес Compex разделен на два региона — Европа и Азия, где осуществляются продажи через дистрибьюторов.
В США Compex осуществляет прямые продажи, проводят разработки и исследования. Головной офис Compex находятся в Сингапуре. Заводы Compex расположены в Сингапуре и Китае.
На момент 2011 года изделия Compex представлены в более чем 130 странах. В европейский дистрибьюторский канал попадает полный спектр оборудования: сетевое оборудование, коммуникационное оборудование, маршрутизаторы, беспроводные устройства стандарта Wi-Fi.